# Cawthorne
Cawthorne är en ort och civil parish i Storbritannien.   Den ligger i distriktet Barnsley i South Yorkshire i riksdelen England, i den centrala delen av landet, 250 km norr om huvudstaden London. Cawthorne ligger 96 meter över havet och antalet invånare är 1 108.
Terrängen runt Cawthorne är huvudsakligen platt, men västerut är den kuperad. Runt Cawthorne är det tätbefolkat, med 659 invånare per kvadratkilometer. Närmaste större samhälle är Huddersfield, 16,1 km nordväst om Cawthorne. Trakten runt Cawthorne består i huvudsak av gräsmarker.